# نظریه
نَظَریه، نِگَره، دیدمان یا تئوری نوعی بیان خلاصه، خردمندانه و منطقی حاصل از اندیشیدن دربارهٔ یک پدیده بوده یا از نتایج چنین اندیشه و تفکری است. چنین شیوهٔ اندیشیدن خردمندانه و منطقی‌ای، غالباً با فرآیندهایی مانند مطالعه و مشاهده یا تحقیق همراه است. نظریه‌ها ممکن است علمی یا غیرعلمی (یا به میزان کمتر تأثیر یافته از علم) باشند. همچنین، هدف یک نظریه به عنوان مثال، بسته به زمینه و موضوع، ممکن است شامل توضیحات کلی دربارهٔ نحوهٔ کارکرد طبیعت باشد. واژهٔ «تئوری» ریشه در یونان باستان دارد اما در کاربرد نوین آن در دوران مدرن، معانی مختلف و مرتبط جدیدی به خود گرفته‌است.
در علم مدرن و دوران نو، منظور از اصطلاح «نظریه»، نظریهٔ علمی است. نظریهٔ علمی شرح و توضیحی تأییدشده از طبیعت است که از روش علمی حاصل شده و همواره معیارهای مورد نیاز علم مدرن را برآورده می‌کند. این معیارها شامل نقد، تأیید و رد علمی می‌شود. بدین جهت است که چنین تئوری‌ها یا نظریه‌هایی، باید به گونه‌ای باشند که آزمون‌های علمی همواره قادر باشند آن‌ها را از نظر تجربی، پشتیبانی یا نقض کنند (تأیید یا رد کنند).
نظریه‌های علمی، معتبرترین، دقیق‌ترین و جامع‌ترین بخش‌های دانسته‌های علمی است. خصوصاً در قیاس با تصور عامهٔ مردم و استفادهٔ آن‌ها از معنای واژهٔ «نظریه» که آن را امری غیرقابل اثبات یا اثبات‌نشده یا حدس یا گمان می‌پندارند (و حتی بعضاً به اشتباه تصور می‌کنند که نظریهٔ علمی همان فرضیهٔ علمی است که پیشرفت کرده و تبدیل به نظریه شده‌است)
نظریات علمی با فرضیات علمی و نیز قوانین علمی تفاوت دارند. فرضیه‌ها حدس‌های منطقی‌ای هستند که به روش تجربی قابل آزمایش‌اند و قوانین علمی گزارش‌های توصیفی دربارهٔ چگونگی عملکرد طبیعت در یک محدوده و تحت شرایط خاصی هستند. پس نظریه با فرضیه یکسان نیست. نظریه چارچوبی توضیح‌دهنده برای یک مشاهده فراهم می‌آورد و با فرض صحت آن توضیحات، فرضیه‌های محتملی از پی‌اش می‌آیند که می‌توان آزمودشان و به صحت یا سقم نظریه پی برد.
نظریات علمی به‌جای دست یافتن به هدف و نتیجه‌ای، ما را به سوی مسیر و چارچوب کشف شواهد و حقایق علمی راهنمایی می‌کنند؛ و بعضاً خالی از مقادیر و بدون کمیت‌ها هستند.
واژهٔ نظریه (تئوری) یا «در حالت تئوری» گاهی توسط عامهٔ مردم، به اشتباه، برای توضیح چیزی که در گذشته شخصاً یا به‌طور جداگانه تجربه یا آزمایش نکرده‌اند، استفاده می‌شود.
در اینگونه موارد، به لحاظ معنایی و مفهومی، تئوری یا نظریه جایگزین مفهوم دیگری می‌شود به نام فرضیه؛ و به جای استفاده از واژهٔ «در حالت فرضی»، به اشتباه عبارت «در حالت تئوری» یا «به‌صورت نظری» جایگزین شده و مورد استفاده قرار می‌گیرد؛ بنابراین در بسیاری موارد بیان جملات «این تنها یک تئوری است» یا «این تنها یک نظریه است» (که به اشتباه این مفهوم را می‌رساند که صحت ایدهٔ موردنظر هیچگاه سنجیده نشده‌است) می‌تواند اعتبار مفهوم نظریه را خدشه‌دار کند؛ و این همواره مورد اعتراض اهالی علم و دانش است. این مسئله از آنجایی نشأت می‌گیرد که در یونان باستان که واژهٔ تئوری که از آنجا برخاسته، با واژهٔ «practice» که به یونانی (praxis, πρᾶξις) گفته می‌شد، و اصطلاحی برای بیان «انجام یک عمل» است در تقابل بود. و حتی این دو واژه متضاد دانسته می‌شد. یک «مثال کلاسیک» در یونان باستان وجود دارد که تمایز میان «نظری» (نظریه) و «عملی» را در زمینهٔ پزشکی در آن دوران بیان می‌دارد:
نظریات پزشکی (جنبهٔ تئوریکال) شامل تلاش برای فهم علت‌ها و ذات سلامتی و بیماری است، حال آنکه جنبهٔ عملی پزشکی (جنبهٔ پرکتیکال) به تلاش برای معالجهٔ بیماران می‌پردازد. این دو به هم مربوطند اما می‌توانند مستقل از یکدیگر هم باشند؛ چرا که می‌توان بدون درمان بیماران مشخصی و انجام کار بالینی، به پژوهش پیرامون علل و عوامل سلامتی و بیماری پرداخت و این امکان‌پذیر است؛ و نیز ممکن است که بیماری را معالجه کرد بدون آنکه دقیقاً دانست چگونه این معالجه مؤثر واقع شده‌است.

## واژه‌شناسی پارسی
در فرهنگ معین گفته شده است: "نظریه. [ن َ ظَ ری ی َ / ی ِ] (از ع، اِ) عقیده. حدس." نظریه به معنی اخیر متداول شده و جمع آن را «نظریات» آرند، مانند نشریه، نشریات. اما چون این کلمه در عربی فصیح بدین معنی نیامده، بعض معاصران از استعمال این مفرد و جمع آن خودداری کنند و به جای آن دو «نظره» و «نظرات» را به کار می‌برند، ماننده: نشره، نشرات. ولی از یک سو دو کلمهٔ اخیر در عربی به معانی دیگری به کار می‌روند، و از سوی دیگر نظریه و نظریات جای خود را در زبان‌های عربی و فارسی باز کرده‌اند.  قزوینی نیز استعمال این دو را جایز می‌دانستند بدین اعتبار که «نظری» منسوب است به نظر و - َة وحدت به آخر آن ملحق شده و قیاساً صحیح است. 
در فرهنگ فلسفی آمده: نظریه، قضیه ایست که به برهان ثابت می‌شود و در نظر فلاسفه، یک ترکیب عقلی است مرکب از تصورهای سازگار و متوافق که هدف آن ایجاد ارتباط بین نتایج و مبادی است.حدس هوشمندانه و منطقی که اثبات شود.

## کاربرد واژه نظریه در علم
واژه Theory ریشه در یونان باستان دارد حال آنکه در کاربرد نوین آن در دوران مدرن، معانی مختلف و مرتبط جدیدی به خود گرفته‌است.
اما عموم مردم، اغلب از معنای نظریه برداشت غلطی دارند. بسیاری از دانشمندان ازجمله رت آلن (Rhett Allain)، فیزیکدان دانشگاه ساوث‌استرن لوئیزیانا براین نظر هستند که باید این واژه و واژگان نظیر آن همانند فرضیه و قانون علمی را که بدفهمیده می‌شوند، فی‌الجمله دور ریخت و واژه «مدل» را به جای‌شان نشاند. ولی عده‌ای هم معتقدند که اصطلاحات فوق، تنها موارد دردسرساز موجود هم نیستند و تعویض صرف‌شان، ما را فقط از دست چاله‌های فعلی به مصاف چاه‌های بیشتری می‌برد.
مایکل فایر (Michael Fayer)، از شیمیدانان دانشگاه استنفورد می‌گوید: «کلمه‌ای مثل «نظریه»، یک اصطلاح علمی فنی‌ست» و می‌افزاید: «اینکه بسیاری از مردم، مفهوم علمی‌اش را غلط فهمیده‌اند، معنایش این نیست که باید قید کاربردش را بزنیم. معنایش آن است که ما به شیوه‌های آموزشی بهتری نیاز داریم».
مخالفان زمین‌گرمایی و نظریه فرگشت، اغلب از واژهٔ «نظریه» برای تشکیک در زمین‌گرمایی و فرگشت استفاده می‌کنند. به‌گفته آلن، «مثل اینکه این‌ها هیچ صحتی نداشته‌اند، چون صرفاً یک نظریه‌اند». خب این دقیقاً برخلاف کوهی از شواهد پشتیبان زمین‌گرمایی ناشی از فعالیت‌های انسانی، و همچنین نظریهٔ فرگشت داروین است.
بخشی از مشکل کار، از معنای کاملاً متفاوت واژهٔ «نظریه» در زبان روزمره، در نسبت با زبان علم آب می‌خورد: یک نظریهٔ علمی، توضیحی راجع به برخی جوانب طبیعت است که از رهگذر تجربیات یا آزمایش‌ها مکرّر، مستند شده‌اند. اما همین واژه در کوچه و بازار، صرفاً ایده‌ای‌ست که به مخیله یک نفر خطور کرده، نه اینکه توضیحی معتبر و مبتنی بر تجربه و آزمایش باشد.
واژه‌ای که آلن برای جایگزینی فرضیه، نظریه و قانون پیشنهاد کرده یعنی مدل هم مشکلات خودش را دارد. این واژه نه‌تنها به ماشین اسباب‌بازی و مانکن ارجاع دارد، بلکه در رشته‌های مختلف علمی هم معانی متفاوتی می‌دهد؛ مثلاً یک مدل اقلیمی، با یک مدل ریاضی کاملاً فرق می‌کند.

## نظریه علمی
در علم مدرن، اصطلاح نظریه، به آن دسته از تئوری‌های علمی گویند که شرح و توضیحی از طبیعت را ارائه می‌دهند که از روش‌های علمی حاصل شده و همواره به این روش‌ها استوار و منطبق هستند. بدین معنا که معیارهای مورد نیاز و لازم برای علم مدرن را برآورده می‌کنند.
این معیارها شامل ۱- نقد و ۲- تأیید یا ۳-رد علمی می‌باشند. بدین جهت است که چنین تئوری‌ها یا نظریه‌هایی، باید به گونه ای باشند که آزمون‌های علمی همواره بتوانند و قادر باشند آن‌ها را از نظر تجربی، پشتیبانی یا نقض کنند (رد کنند).
 نظریه‌های علمی، معتبرترین و دقیق‌ترین و جامع‌ترین بخش‌های دانسته‌های علمی می‌باشند؛ خصوصاً در قیاس با تصور عامه مردم از معنای واژه «نظریه»، که آن را امری غیرقابل اثبات یا حدس یا گمان می‌پندارند (و حتی بعضاً به اشتباه تصور می‌کنند که نظریه علمی همان فرضیه علمی است که پیشرفت کرده و بهتر شده و تبدیل به نظریه شده‌است)
تفاوت نظریه‌های علمی با فرضیه‌های علمی در آن است که فرضیه‌های علمی، حاصل از حدسی منطقی مرتبط با یک پدیده تجربی آزمایش پذیر و محدود می‌باشند و با آنکه امری علمی و قدرتمند هستند اما توضیح جامع و ذهنی ارائه نمی‌کنند. همچنین تفاوت نظریه علمی با قانون علمی در آن است که قوانین علمی، گزارش‌های توصیفی محدود و نه جامع از نحوه رفتار طبیعت در شرایط خاص ارائه می‌کنند.
پس باید دانست که نظریه‌های علمی، آزمایش پذیر نیستند. بلکه تنها تأیید یا رد یا نقض خواهند شد؛ زیرا ماهیت ذهنی دارند. آنچه که نظریات را تأیید یا رد یا نقض می‌کند، فرضیه‌هایی است که از پس آن نظریه تولید می‌شود و به آزمایش گذاشته می‌شود و اثبات یا ابطال آن فرضیه، به تأیید یا رد آن نظریه منجر می‌شود.
طبق گفته دانشگاه کالیفرنیا، «فرضیه‌ها، نظریه‌ها و قوانین همانند سیب، پرتقال و گلابی‌ها هستند. نمی‌توانند به یکدیگری رشد یابند و تبدیل شوند، مهم نیست که چه مقدار کود و آب به پای آنها داده شود.» یک فرضیه علمی، شرح و برآورد و تخمینی محدود از یک پدیده است بدون توضیح دربارهٔ علت و چرایی آن؛ یک نظریه علمی توضیحی عمیق و ذهنی از مجموعه ای از پدیده‌های مشاهده شده و مرتبط است که به علت و چرایی آن‌ها می‌پردازد.
بنابراین یک نظریه علمی شامل یک یا چند فرضیه هستند که این فرضیه‌ها توسط آزمایش‌های مکرری پشتیبانی می‌شوند. نظریه‌ها، قله‌های علوم هستند و صحت آن‌ها به‌طور گسترده در مجامع علمی پذیرفته شده‌اند. نظریه‌ها هرگز و در هیچ شرایطی نباید خطا داشته باشند یا نتیجه ای نادرست را نشان دهند؛ که اگر چنین گردد، این نظریه غلط و باطل است. نظریه‌ها همچنین می‌توانند تکامل و پیشرفت پیدا کنند. این بدان معنا نیست که نظریه قدیمی اشتباه است، بلکه فقط بدان معناست که اطلاعات و شواهد جدیدی یافت شده که نظریه جدید که کامل تر است، می‌تواند آن‌ها را پوشش داده و توضیح کاملتری ارائه کند.
با این توضیح می‌توان گفت که نظریه‌های علمی موجود، هیچگاه ابطال نمی‌شوند و این از ویژگی‌های نظریه است و تنها در آینده بهبود یا تکامل می‌یابند؛ زیرا هر نظریه علمی، شواهد و فرضیه‌های بسیاری را ساخته که آزمایش پذیر هستند و صحت آن نظریه‌ها را تا کنون تأیید کرده‌اند؛ و البته باید دانست که نظریه‌های موجود اگر چه ابطال نمی‌شوند، اما ابطال پذیر هستند؛ بدان معنا که همواره راه ابطال آن‌ها باز بوده و می‌توان سعی کرد تا از درون نظریه‌ها، فرضیه‌هایی استخراج نمود، و با آزمایش آن فرضیه‌ها، آن نظریه‌ها را ابطال نمود. نظریه علمی بهترین توضیح علمی یک پدیده در زمان حال است که تمامی شواهد و فرضیه‌ها، صحت آن را تأیید می‌کنند و اگر شواهد جدیدی در آینده کشف شود که با نظریه علمی همخوانی ندارد، آن نظریه نیاز به تکامل یا بهبود می‌یابد و هیچگاه به‌طور کل، ابطال نمی‌شود؛ زیرا هم‌اکنون دایرهٔ وسیعی از شواهد را توضیح می‌دهد.
یک نظریه یا قانون علمی، نماینده یک یا گروهی از فرضیه‌های مرتبط است که از طریق آزمایش‌ها و سنجش‌ها تأیید شده‌اند. نظریه‌ها به راحتی کنار گذاشته نمی‌شوند بلکه هرگاه به نظر رسد که مشاهدات جدیدی رخ داده‌اند که در قالب نظریه موجود نمی‌گنجند، دانشمندان نظریه موجود را مورد سؤال و بازسنجی بر اساس این مشاهدات قرار می‌دهند و تلاش می‌کنند آن را با تغییراتی اصلاح یا رد کنند.

## جایگاه نظریه در علم و فلسفه علم
پس از علم ارسطویی، چهار موج عمده در تاریخ علم به وجود آمده‌است. علم ارسطویی به لحاظ جوهری علمی محافظه کار (بی ابداع) غیر کمی، غیر تئوریک، غایتگرا، اثباتگرا و عاجز از پیشبینی بوده‌است. این علم پیوسته میان دو منطقه ظواهر و طبایع در حرکت بوده و منطقه واسطه ای نمی‌شناخته‌است. امواج چهارگانه تاریخ علم در قرن بیستم عبارت‌اند از:
1. پوزیتیویسم منطقی (اثباتگرایی منطقی: حلقة وین)
2. نگاتیویسم (ابطالگرایی: کارل ریموند پوپر)
3. ساختارگرایی (انقلابات پارادایمی: تامس کوهن با توجه به جنبه‌های تاریخی و گشتالتی علم)
4. هرمونیک (متودولوژیک و فلسفی)

پوزیتیویسم‌ها بر این نظر هستند که علم از طریق مشاهدات آغاز می‌شوند. از طریق مشاهدات ما می‌توانیم فرضیاتی را تولید کنیم که قابل اثبات یا ابطال می‌باشند. درنهایت و بر پایه مجموعه ای از فرضیات اثبات شده، نظریاتی تولید می‌شوند که قابل تأیید یا رد شدنی هستند. نظریه ای که به‌طور مداوم تأیید می‌شود، نظریه پذیرفته شده و مورد قبول است؛ بنابراین پایه و اساس نگاه پوزیتیویسم بر علم، معیار اثبات پذیری است. درنهایت آنها مسیر توسعه علم را به ترتیب: ۱- مشاهده ۲- تولید و اثبات فرضیه ۳- تولید و تأیید نظریه می‌دانند.
نگاتیویسم و بنیانگذار آن کارل پوپر بر این نظر هستند که امکان تأیید یک نظریه وجود ندارد. ما تنها می‌توانیم نظریه را رد کنیم. برافتادن یک نظریه به مدد آزمون فرضیه حاصله از آن، برافتادن یک نظریه به مدد یک نظریه دیگر است. یا برافتادن یک برنامه پژوهشی به مدد یک برنامه پژوهشی دیگر؛ بنابراین از نظر آنها معیار اساسی علمی بودن ابطال‌پذیری است و
نه اثبات‌پذیری و رابطه تئوری با مشاهده در میان سه رابطه متصور ابطال، اثبات و تأیید تنها رابطه ابطالی است. همچنین نظریه بر مشاهده تقدم مطلق دارد و مشاهده غیرمسبوق به تئوری وجود ندارد. به نظر پوپر، در واقع این عقیده که می‌شود تنها
با مشاهده صرف، بدون هیچ چیزی از جنس نظریه آغاز کرد نامعقول است؛ زیرا مشاهده همواره گزینشی است و لازمه آن وجود هدفی انتخاب شده، وظیفه ای مشخص، علاقه ای خاص، دیدگاه و مسئله است. پوپر ادعا کرد که اولاً علم با گزاره‌های تجربی آغاز نمی‌شود چون تمام گزاره‌های تجربی سوق به نوعی نظریه هستند. دوم اینکه گزاره‌های تجربی از آن رو که خطاپذیرند بنیاد استواری در اختیار عالم نمی‌گذارند که بتوان معرفت علمی را بر آنها بنا کرد.
بنابراین نگاتیویسم‌ها مسیر توسعه علم را ۱- تولید نظریه ۲- تولید فرضیه ۳- مشاهدات می‌دانند.

### نظریه گرانش
تکامل و بهبود جاذبه نیوتن به نسبیت عام، مثال خوبی برای توضیح این مسئله است که چگونه شواهد و اطلاعات جدید موجب می‌شوند که یک نظریه، به نظریه ای کامل تر تبدیل و بهبود یابد.

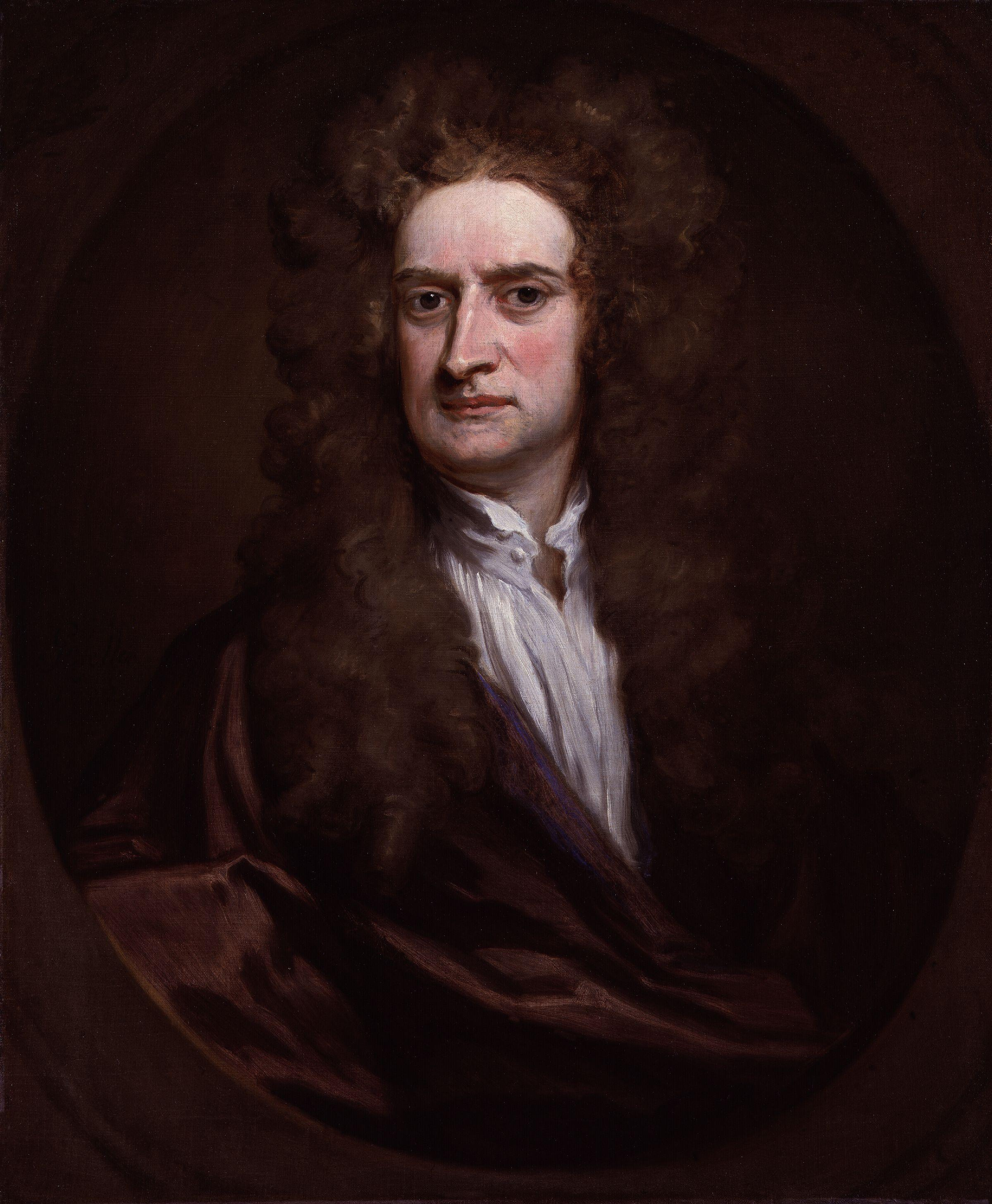
آیزاک نیوتن

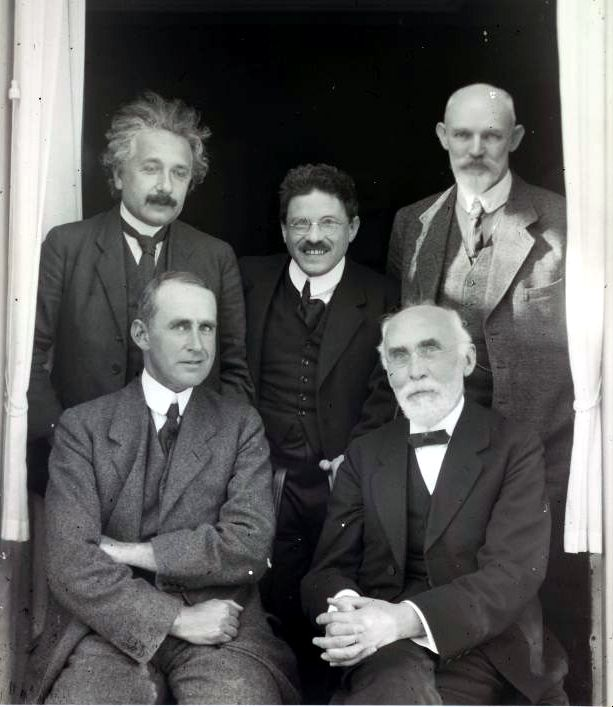
آلبرت انیشتین (بالا چپ) و آرتور ادینگتون (پایین چپ) در یک تصویر

هنگامی که ایزاک نیوتن نظریه گرانش را کشف کرد و قوانینی را مطرح کرد که حرکات اجسام را توضیح می‌داد، دربارهٔ چگونگی کارکرد طبیعت اشتباه نکرد، اما قانون جاذبهٔ او، کاملاً صحیح و بدون اشکال هم نبود. خصوصاً آنکه نیوتن توضیحی دربارهٔ علت و چرایی وجود جاذبه یا گرانش ارائه نداد. بدین جهت است که آن را بیشتر به عنوان قوانین نیوتن می‌شناسیم و نه نظریه‌های نیوتن. در قرن بیستم، آلبرت انیشتین نظریه‌های نسبیت خاص و نسبیت عام را بیان کرد که نیروی گرانش را توضیح می‌داد و آن را به علت خم شدن فضا-زمان، تحت تأثیر اجرام بزرگ بیان می‌کرد. پس از ادعای انیشتین، آرتور ادینگتون نتیجه گرفت که اگر این ادعا درست باشد و فضا-زمان در اثر گرانش خم شود، پس باید نور هم در آن فضا-زمان خم شود. این فرضیه ای بود که ادینگتون از درون ادعای انیشتین استخراج کرد. ادینگتون این فرضیه را آزمایش کرد و با تصویر برداری از خورشید گرفتگی اثبات کرد که ستاره‌هایی که اطراف خورشید دیده می‌شوند، در زمان خورشید گرفتگی نزدیک تر به خورشید به نظر می‌رسند. او با این آزمایش، هم فرضیه خود مبنی بر خم شدن نور را تحت اثر گرانش اثبات نمود و هم ادعای نسبیت عام انیشتین را تأیید کرد و آن را تبدیل به نظریه نمود. پس نظریه کاملتری از گرانش توسط انیشتین ارائه و تولید شد. در واقع، زمانی که شما با سرعت کمتری نسبت به سرعت نور حرکت کنید و فاصلهٔ مناسبی از آن داشته باشید، بسیاری از معادلات نسبیت خاص و نسبیت عام، به همان نتایج معادلات نیوتن می‌رسند و پاسخ‌ها در آن‌ها یکسان هستند. پس قوانین نیوتن نادرست نبود و او اشتباه نمی‌کرد، بلکه معادلات او در دایره و محدودهٔ کوچکتری از طبیعت پاسخگو بود و صدق می‌کرد.
باید در نظر داشت که تا قرن بیستم، تمامی فرضیه‌های علمی صحت قوانین نیوتن را تأیید می‌کردند و حتی امروزه نیز در سرعت‌های پایین‌تر از سرعت حدی، فرضیه‌های علمی نظریه‌های انیشتین و قوانین نیوتن را همزمان تأیید می‌کنند. این مثال، دقیقاً نشان دهندهٔ شکل پیشرفت و تکامل و بهبود یک نظریه علمی است. همچنین نقش فرضیه‌های علمی در تأیید یا رد نظریه‌های علمی را نشان می‌دهد. این مثال تفاوت فرضیه و نظریه را نیز مشخص می‌کند و استقلال این دو مؤلفه علمی را نشان می‌دهد. در قرن بیستم با توجه به مشاهدات جدید در سرعت حدی فرضیاتی مطرح شدند که قوانین نیوتن نسبت به آن‌ها پاسخگو نبود؛ بنابراین نیاز به نظریهٔ کاملتری دیده شد که انیشتین آن را مطرح ساخت. باید توجه داشت که نظریه یا قوانین حرکت نیوتن در قرن هجدهم و نوزدهم و بیستم، موجب تحول جهان و تولید خودرو و هواپیما و پیدایش تمامی علوم مهندسی گردید. در واقع همچنان قوانین نیوتن هستند که در این علوم تدریس می‌شوند. پس یک نظریه که فرضیه‌های بسیاری بر اساس آن ساخته شده و مورد آزمایش قرار گرفته، به‌طور کل ابطال نمی‌شود زیرا بخشی از عملکرد طبیعت را به درستی نشان می‌دهد. کارکرد و عملکرد تمامی محصولات مهندسی شامل خودروها و ساختمان‌ها و هواپیماها تاییدکننده این مطلب است.

### نظریه فرگشت
عامهٔ مردم در نقاط مختلف جهان، اغلب تلاش می‌کنند تا کشف عظیم چارلز داروین را با این جمله که «فرگشت تنها یک نظریه است» بی‌اعتبار سازند.
آن‌ها با بیان اینکه فرگشت یک نظریه علمی است و نه یک قانون علمی، و ادعاهای مشابه، دچار بدفهمی از علم می‌شوند. یک نظریه علمی هیچگاه تبدیل به یک قانون علمی نمی‌شود. قانون علمی و فرضیه علمی و نظریه علمی سه مؤلفه مستقل در روش علمی هستند. قانون علمی هیچگاه دربارهٔ چرایی یک پدیده طبیعی توضیح نمی‌دهد. قانون علمی محدود به شرح یک رخداد محدود طبیعی است و نه بیان علت و چرایی آن.
همچنین تقریباً تمامی دست‌یافته‌های عظیم علمی، نظریه‌های علمی هستند. بشریت توانسته با این نظریه‌های علمی دقیقترین ابزارها شامل هواپیماها، خودروها، شاتل‌ها، ماهواره‌ها و کامپیوترها را بسازد.
آیا دربارهٔ هواپیماها یا کامپیوترها هم گفته می‌شود که این‌ها تنها مجموعه ای از نظریات علمی هستند؟
این گونه افراد نمی‌گویند یا شاید نمی‌دانند که اکثر کشفیات معتبر علمی، نظریه‌های علمی هستند. تمامی تولیدات بشری، علوم مهندسی، علوم پزشکی و حتی علوم انسانی، بر اساس نظریات علمی پیشرفت کرده‌اند. به‌طور مثال نظریه‌های حرکت نیوتن که اکثر دانشمندان آن را به عنوان قوانین حرکت نیوتن می‌شناسند، توسط اینیشتین تکامل و بهبود یافته و به نظریه نسبیت عام یا نظریه نسبیت خاص رشد یافته‌است. یا در مثال دیگر، قانون گرانش نیوتن در اثر تلاش آلبرت اینشتین تبدیل به نظریه نسبیت عام گردید؛ که این مثالی است از آنکه یک قانون علمی ابطال و با یک نظریه علمی جایگزین شده‌است. (البته قوانین حرکت و گرانش نیوتن همچنان در مقیاس کوچکتر از سرعت حدی صادق است و معتبر می‌باشد)

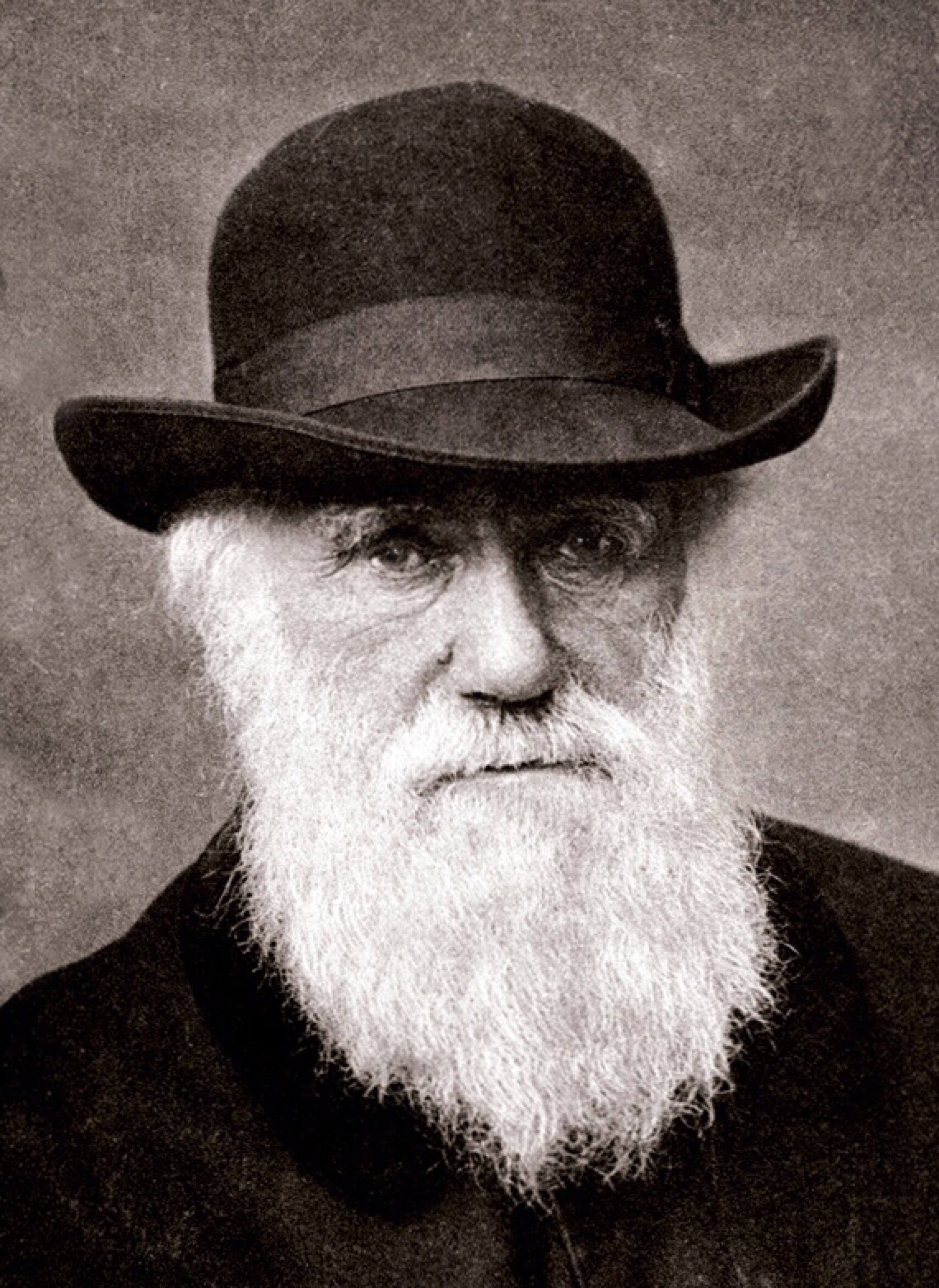
چارلز داروین

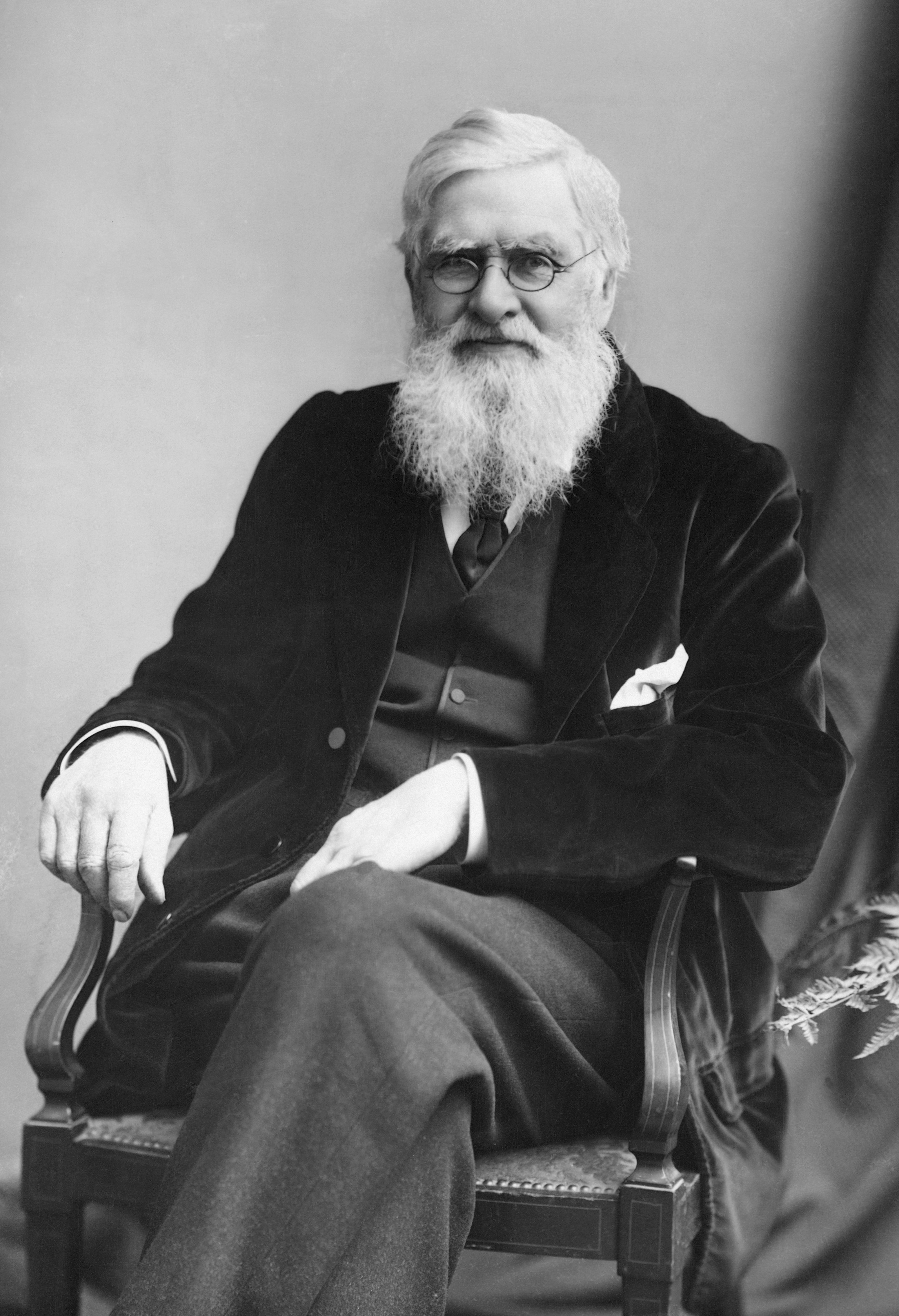
آلفرد راسل والاس

در ۱۸۵۸، چارلز داروین و آلفرد راسل والاس، به صورت مشترک اقدام به چاپ رساله ای کردند که ادعا می‌کرد فرگشت (تکامل) یک نظریه علمی است. فرگشت به تفصیل در کتاب خاستگاه گونه‌های داروین شرح داده شده بود. تا پیش از ارائه ادعای فرگشت توسط داروین، ادعای خلقت گرایی به علت کشف فسیل‌ها و کشف انقراض‌ها (خصوصاً دایناسورها) در جامعه علمی رنگ باخته بود. دانشمندان متوجه شده بودند که قدمت حیات بسیار بیشتر از آنچیزی است که تصور می‌شد؛ و موجودات امروزی، دارای شباهت‌هایی در گذشته هستند. اما نظریه او به آن دلیل انقلابی تلقی می‌شود که توانست سازوکاری از چگونگی پدید آمدن تفاوت‌ها در گونه‌های مختلف را توضیح دهد؛ چیزی که امروزه با مفهوم انتخاب طبیعی می‌شناسیم محصول کشف این دو دانشمند است. نظریه آن‌ها همراه بود با شواهد بی‌شماری از شاخه‌های گسترده علمی همچون جغرافیای زیستی، زمین‌شناسی، ریخت‌شناسی، رویان‌شناسی و دامداری.
فرگشت از همان ابتدا به عنوان کفر گویی مورد حمله قرار گرفت. اما این نظریه بیان می‌کرد که موجودات امروزی، از جمله انسان، ناشی از سیر تحول جانداران گذشته تا به امروز هستند؛ و ما نیای مشترکی با دیگر جانداران داریم. همزمان آلفرد راسل والاس با همکاری داروین اعلام کرد که انتخاب طبیعی عامل این تحول موجودات است و این خود نظریه ای جدید بود.
بحث بر روی کار داروین، موجب پذیرش سریع مفهوم کلی فرگشت توسط بخشی از جامعه علمی شد، ولی سازوکار مشخصی که تحت عنوان انتخاب طبیعی توسط چارلز داروین و آلفرد راسل والاس پیشنهاد گردید، به صورت گسترده مورد استقبال قرار نگرفت. علت آن بود که مثال‌هایی موجود بود و فرضیه‌هایی از آن‌ها تولید شد که نشان می‌داد موجودات خارج از نیاز طبیعی هم تحول یافته‌اند؛ و همچنین داروین نمی‌توانست توضیح دهد که سیر تحولات موجودات در کدام قسمت بدن آن‌ها شکل می‌گیرد و برای انتقال به نسل بعد ذخیره می‌شود.

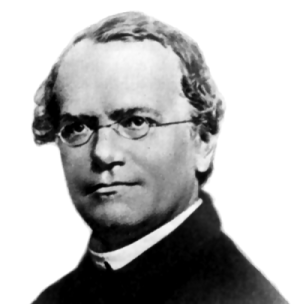
گرگور مندل کاشف و پدر علم ژنتیک

همزمان با داروین و آلفرد راسل، دانشمند دیگری با تحقیق بر روی گیاه نخود فرنگی توانست عامل وراثت موجودات را کشف کند. نام این دانشمند گرگور مندل بود و کشف خود را ژن نامید. از آنجایی که جامعه علمی آن زمان تحت تأثیر نظریه فرگشت داروین و تصور خلقت گرایی دو قطبی شده بود، توجه چندانی به کشف گرگور مندل نشد. و نتایج کارهای مندل به دست فراموشی سپرده شد. به نظر می‌رسید، پرونده این دانش رو به بسته شدن است. در سال ۱۹۰۰ میلادی کشف مجدد قوانین ارائه شده از سوی مندل، توسط درویس، شرماک و کورنز باعث شد که نظریات او مورد توجه و قبول قرار گرفته و مندل به عنوان پدر علم ژنتیک شناخته شود.
همچنین در قرن بیستم، عوامل دیگری همچون شارش ژن و جهش ژنی نیز کشف شدند و به عامل انتخاب طبیعی به عنوان عوامل فرگشت اضافه گردیدند.
نظریه فرگشت (تکامل) که داروین بنیان‌گذار آن بود، در قرن بیستم ابعاد وسیعی یافت و توانست بسیاری از شواهد را توضیح دهد و با دیگر نظریه‌ها همانند نظریه ژنتیک ترکیب شود.
در اواخر قرن بیستم و اوایل قرن بیست و یکم، بشر توانست با دستکاری ژنتیکی موجودات جدیدی خلق کند تا عملکردشان برای انسان‌ها مطلوب تر باشد. این مخلوقات که حاصل فرگشت مصنوعی به دست انسان است، شامل بسیاری از محصولات کشاورزی می‌شود. نام این محصولات، محصولات تراریخته است. همچنین شاخه ای در علوم مهندسی به وجود آمد که عملکرد آن طراحی موجودات جدید و خلق جاندارانی است که پیش از این وجود نداشتند. نام این شاخه از مهندسی، مهندسی ژنتیک است. بخش طراحی در این شاخه از علم، در واقع فرگشت مصنوعی موجودات جهت مطلوب کردن آن‌ها برای انسان است.
تولید محصولات تراریخته نشانگر قدرت این نظریه علمی است که توانسته به تکنولوژی مبدل شود. محصولات کشاورزی‌ای همچون روغن ذرت تراریخته، گندم، برنج تراریخته و گل‌های تراریخته از جملهٔ این محصولات هستند.
فرگشت، امروز به عنوان یک نظریهٔ قدرتمند که بینشی جدید به انسان داده‌است، از نظر مجامع علمی پذیرفته شده‌است. اکثریت گسترده جامعه علمی و آکادمی، از تکامل به عنوان تنها توضیحی که می‌تواند به‌طور کامل مشاهدات گوناگون در زمینه‌های زیست‌شناسی، ژنتیک، زیست‌شناسی مولکولی، دیرین‌شناسی، انسان‌شناسی و… را توجیه کند، حمایت می‌کنند.
تخمینی در سال ۱۹۸۷ بیان کرد که تنها ۷۰۰ نفر از مجموع ۴۸۰۰۰۰ نفر دانشمندان علوم زیستی و زمین‌شناسی به خلقت گرایی اعتقاد دارند.".
پروفسور برایان الترز نویسنده و متخصص در زمینه مناقشه بین خلقت گرایی و فرگشت بیان می‌دارد که ۹۹٫۹ درصد از دانشمندان فرگشت را قبول دارند.".
نظرسنجی ای که توسط مؤسسه گالوپ در سال ۱۹۹۱ انجام شد نشان داد حدود ۵ درصد از دانشمندان آمریکایی شامل آن‌هایی که خارج از زمینه علوم زیستی آموزش دیده‌اند به خلقت گرایی اعتقاد دارند.
اما همچنان بخش بزرگی از عامهٔ مردم، به علت نداشتن درک درستی از واژه نظریه علمی، تصور می‌کنند که نظریه فرگشت تنها یک حدس و گمان است و ممکن است در آینده به‌طور کل ابطال شود.

## قدرت نظریهٔ علمی
قدرت یک نظریهٔ علمی، به تنوع پدیده‌هایی که آن نظریه می‌تواند توضیح دهد مرتبط است؛ که با توانایی آن نظریه در پیش‌بینی آن پدیده‌ها سنجیده می‌شود.

## ویژگی‌های نظریهٔ علمی
1. نظریهٔ علمی باید توانایی تعیین حقایق مورد مشاهدهٔ مربوط به یک مسئله را داشته باشد. باید توصیف و تعیین کند چرا یک پدیده تحت شرایطی خاص اتفاق می‌افتد. نظریه‌ای که پیچیدگی کمتری داشته باشد از نظریه‌ای که دارای پیچیدگی‌های بیشتری است ارزنده‌تر می‌باشد.
2. یک نظریه باید با حقایق مورد مشاهده‌شده (شواهد علمی) و با بدنهٔ دانش مغایرت نداشته باشد.

۳- نظریه باید ابزارهای لازم را برای آزمون خود داشته باشد، به این معنی که در صورت تأیید، باید بتوان فرضیه‌های قیاسی دیگری از آن استنتاج کرد و پیامدهای آن را پیش‌بینی کرد. (ARY and etal ,1996)

## اختلاف دو نظریهٔ علمی
چه رخ می‌دهد اگر دو نظریه مطرح باشند که با یکدیگر اختلاف داشته باشند، به‌طور مثال نظریهٔ جهان ایستا و مهبانگ (نظریهٔ جهان ایستا ادعا می‌کند که تراکم جهان در طول زمان ثابت است و تغییر نمی‌کند و هیچ نقطهٔ ابتدایی و انتهایی ندارد و نظریهٔ دوم ادعا می‌کند که جهان در حال انبساط با شتاب کاهنده است و از نقطه‌ای در یک زمان و مکان این انبساط آغاز شده‌است)
در این موارد دانشمندان مشاهدات و فرضیه‌ها و پیش‌بینی‌های قابل آزمایشی تولید می‌کنند تا تشخیص داده شود کدام نظریه مورد تأیید و کدام مردود است. برای مثال، یک دانشمند ممکن است انبساط جهان را مشاهده کند پس نقطهٔ آغازی برای جهان متصور می‌شود و آن را به عنوان یک فرضیه در نظر می‌گیرد و این فرضیه را با روابط ریاضی می‌آزماید و محاسبه می‌کند. در نتیجه یک نظریه از میان این دو نظریه، رد و باطل می‌شود. (در مثال ما، مهبانگ ثابت کرد که مورد تأیید است) یا ممکن است هر دو نظریه دارای جنبه‌های صحیح و جنبه‌های باطل باشند، پس با ترکیب جنبه‌های صحیح این دو نظریه، نظریه‌ای نو تولید می‌شود.

## پشتیبانی و سازگاری نظریه‌ها
در بسیاری از موارد، یک نظریه، اساس و پایه‌ای را تشکیل می‌دهد که موجب تولید سایر نظریه‌ها می‌شود. نسبیت خاص و نسبیت عام انیشتین یک مثال مناسب در این زمینه است. این دو نظریه پایه و اساسی شدند برای تولید بسیاری از نظریه‌ها و معادلات دیگر (همچون قانون هابل و معادلات شعاع شوارتزیلد)
این بدان معناست که نظریه‌ها پله‌های علم هستند و وقتی یک نظریه به خوبی طبیعت را شرح دهد، اساس و پایه‌ای می‌شود برای نظریه‌هایی که در پله‌های بعدی قرار دارند و نقاط تاریک جهان را در آن سطوح برای ما روشن می‌سازند. از طرفی نظریه‌ها همانند دانه‌های زنجیر به هم بسته می‌شوند و درک کلی علمی از طبیعت را برای ما فراهم می‌سازند؛ و این بستگی نظریه‌ها نشانگر اعتبار علمی آن‌ها و حتی اعتبار علم است که خاطر نشان می‌سازد که علم به بیراهه نرفته‌است.

## نظریهٔ انتقادی
از مهم‌ترین انواع نظریه‌ها، نظریهٔ انتقادی است که در جامعه‌شناسی و علوم انسانی مطرح است و به بررسی درستی و نکات مثبت و منفی دیگر نظریه‌ها می‌پردازند.

## برخی از نظریه‌ها
- نظریهٔ گراف
- نظریهٔ آمار
- نظریهٔ مدل
- نظریهٔ آشوب
- نظریهٔ نوع‌ها
- نظریهٔ مجموعه‌ها
- فرگشت
- نظریهٔ مثل
- نظریهٔ ادبی
- نظریهٔ انتقادی
- نظریهٔ فلسفی
- نظریهٔ دروازهٔ ورود
- نظریهٔ پیچیدگی کوانتومی
- نظریهٔ اسکوپوس
- نظریهٔ قوی سیاه
- نگرهٔ نسبیت عام
- نسبیت خاص
- نگره (منطق ریاضی)
- تئوری بکر-دورینگ
- تئوری رابطهٔ اشیاء
- تئوری‌های توطئهٔ ۱۱ سپتامبر
- تئوری توطئهٔ پس‌دمه
- تئوری تناسب با زمان
- تئوری موسیقی
- تئوری بیگ بنگ
- تئوری رنگ
- تئوری توطئه
- نظریهٔ ایرانی کنشگر مرزی